# كاشياتورى الدجاج
كاشياتورى الدجاج (بالإيطالية: Pollo Cacciatore)‏ طبق من المطبخ الإيطالي. يحضّر من الدجاج، البصل، الكرفس، الثوم، الفطر، الخل الأحمر، الطماطم، السكر، الخل البلسميك، اكليل الجبل، الغار، مرق الدجاج، الزيتون، زيت الزيتون و البقدونس للتزيين. يمكن إضافة المورتاديلا والجزر عند التحضير.
إن هذا الطبق هو معتدل السعرات الحرارية إذ إن كل وجبة (400غ تقريباً) تحتوي 284 وحدة حرارية و 14غ من الدهون الغير مشبعة.